# Puntmassa
Een puntmassa is in de klassieke mechanica een meetkundige abstractie (reductie) van een lichaam. Daarbij wordt de door het lichaam ingenomen ruimte gereduceerd tot een punt. Het tot punt gereduceerde lichaam behoudt wel zijn massa. 
Bij de overgang van lichaam naar puntmassa gaat men van 3 naar 0 dimensies: voor, achter, links, rechts, onder en boven vallen samen, er kan geen oriëntatie aan de puntmassa geassocieerd worden. Wel behoudt een tot puntmassa gereduceerd lichaam zijn positie in de driedimensionale meetkundige ruimte.
Op puntmassa's kunnen translaties eenvoudig uitgevoerd worden.